# 5704-es mellékút (Magyarország)
Az 5704-es mellékút egy csaknem 16 kilométeres hosszúságú, négy számjegyű mellékút Baranya vármegye dél-délkeleti részén; Bóly városát kapcsolja össze egyrészt a déli határ közelében fekvő Lippó és Bezedek községekkel, másrészt a tőle északabbra fekvő környező településekkel; Töttös község egyetlen közúti elérési útvonala.
Korábban kicsit hosszabb volt és az 57-es főút szederkényi szakaszáig tartott, de az M60-as autópálya építésével kettévágták; így ma tulajdonképpen zsákutcaként ér véget, a sztráda által elmetszett utolsó, majdnem pontosan egy kilométeres szakaszát öt számjegyű mellékúttá minősítették vissza.

## Nyomvonala
Lippó és Bezedek határvonalán, mindkét községtől kissé északabbra ágazik ki az 5702-es útból, annak a 12+600-as kilométerszelvénye közelében, északnyugati irányban. Ugyanott ágazik ki az említett útból az ellenkező irányban a Bezedek központjába vezető 57 108-as számú mellékút, és távlati tervek szerint ott válik majd el a jelenlegi nyomvonaltól az 5702-es tervezett lippói elkerülője is, ezért a csomópontot körforgalmúra tervezik átépíteni. Bezedek területét az 5704-es út ennél jobban nem érinti, első métereitől lippói területen halad. 1,1 kilométer után eléri Majs határszélét, bő fél kilométeren át a határvonalat kíséri, majd az 1+750-es kilométerszelvénye táján elhalad Lippó, Majs és Töttös hármashatára mellett.
Töttös területén folytatódik, változatlan irányban, távlatilag azonban nyomvonal-korrekciója várható az M6-os autópálya építése miatt, amelynek tervezett nyomvonalát nagyjából 2,4 kilométer megtétele után keresztezi, hegyes szögben. 4,6 kilométer után éri el Töttös első házait; a településen előbb Hunyadi János utca, majd a központban, egy irányváltást követően Jókai Mór utca néven, a falu legészakibb részében pedig egy újabb irányváltáson túljutva immár névtelenül húzódik, észak felé. A hatodik kilométerét elhagyva lép ki a község belterületéről, és 7,6 kilométer megtételét követően lép át Bóly területére.
8,5 kilométer után keresztezi a Villány–Magyarbóly-vasútvonal vágányait, majd nem sokkal ezután kiágazik belőle délnyugati irányban az 57 301-es számú mellékút Bóly vasútállomás kiszolgálására. A város első házait mintegy 10,4 kilométer után éri el az út, észak-északnyugati irányban húzódva, települési neve előbb Töttösi út, majd Rákóczi utca; a névváltás helyszínénél egy iránytörése és egy elágazása is van, kelet felől ugyanis ott torkollik bele az 5703-as út Majs irányából.
Kevéssel a 12. kilométere után éri el a város központját, ahol egy újabb elágazása következik: az 5714-es út válik ki belőle délnyugati irányban. Innen egy darabig a Hősök tere nevet viseli és az előbbi úttal közös szakasza következik, kilométer-számozás tekintetében egymással ellentétes irányban húzódva. Alig 300 méter után szét is válnak, az 5704-es északnyugatnak folytatódik, Szabadság tér, majd Szabadság utca néven, az 5714-es számozást pedig az észak felé vezető út viszi tovább.
13,3 kilométer után az út kilép Bóly belterületéről, majdnem pontosan fél kilométerrel arrébb pedig keresztezi az 5701-es utat, annak az 1+550-es kilométerszelvénye közelében, Nagyjából 15,1 kilométer megtételét követően átszeli Monyoród határát, és nem sokkal ezután véget is ér, Az M60-as autópálya itteni szakaszának megépítése előtt egészen az 57-es főút szederkényi szakaszáig vezetett, de a sztráda építésével lényegében zsákutcává változott, a levágott utolsó egy kilométeres szakaszát 57 134-es számozással öt számjegyű mellékúttá minősítették vissza.
Teljes hossza, az országos közutak térképes nyilvántartását szolgáló kira.gov.hu adatbázisa szerint 15,880 kilométer.

## Története
1934-ben a kereskedelem- és közlekedésügyi miniszter 70 846/1934. számú rendelete a Szederkény és Bóly közti szakaszát harmadrendű főúttá nyilvánította, a Pécsvárad-Magyarbóly közti 633-as főút részeként.
Kezdőpontjától Töttösig tartó szakasza a Kartográfiai Vállalat 1970-es kiadású Magyarország autótérképe szerint még földút volt, a Bólytól északnyugatra eső szakaszát ugyanez a térkép szintén állandó szilárd burkolat nélküli, "nem pormentes" útként tünteti fel.
A Google Utcakép felvételeinek tanúsága szerint az 5701-es út keresztezése és az 57-es főút közötti szakasza már 2011-ben le volt zárva a gépjárműforgalom elől, olyan KRESZ-táblákkal, melyek szerint a szakasznak legalább egy része csak kerékpárútként bejárható.

## Települések az út mentén
- (Lippó)
- (Majs)
- Töttös
- Bóly
- (Monyoród)